# Egon Pflügl
Egon Pflügl (* 9. September 1869 in Linz; † 18. Juni 1960 in Wien), bis 1919 Egon Edler von Pflügl, war ein österreichisch-ungarischer Diplomat und Unterstaatssekretär des Auswärtigen Amts 1918/19.

## Leben
Pflügl, Mitglied einer seit 1818 geadelten Familie, studierte 1887 bis 1892 Rechtswissenschaft an der Universität Wien. 1893 trat er in den k.u.k. Auswärtigen Dienst ein und wurde 1895 dem Konsulat in Konstantinopel zugeteilt. Seine nächsten Posten waren Saloniki, Chania auf Kreta, Genua, 1898 bis 1900 die Mission in der montenegrinischen Hauptstadt Cetinje, wieder Chania, Warna, Turnu Severin, Rustschuk, Frankfurt am Main, St. Gallen sowie Neapel – 1913 bis zum italienischen Kriegseintritt in den Ersten Weltkrieg im Mai 1915.
Es folgte im Juli 1915 ein Wechsel ins Militär als Dolmetschoffizier. Einem Einsatz in der Hauptkundschaftsstelle Feldkirch schloss sich, als Hauptmann der Reserve, der Dienst im 18. Infanterietruppenkommando an. Anfang 1918 wurde Pflügl Verbindungsoffizier der Orientabteilung des k.u.k. Kriegsministeriums an der Südwestfront.
Von 5. November 1918 bis 17. Oktober 1919 war Pflügl für die Christlichsoziale Partei Unterstaatssekretär des Äußeren in den Staatsregierungen Renner I und Renner II. Ihm war, wie seinem großdeutschen Kollegen Leopold Waber, die Rolle des Aufpassers für den sozialdemokratischen Staatssekretär zugedacht. Laut der Einschätzung von Egon Berger-Waldenegg war er der Persönlichkeit von Außenminister Otto Bauer aber nicht gewachsen und führte im Amt eine „politische Schattenexistenz“.
Pflügl wirkte anschließend wieder als Gesandter, war auch politischer Schriftsteller und Aufsichtsrat der Danubia AG für Gaswerks-, Beleuchtungs- und Meßapparate. Er diente der bayerischen Rechten im Auftrag von Otto Pittinger seit 1922 als Verbindungsmann zu österreichischen Industriellen. Als Leiter einer Gruppe, mit Beziehungen zur Heimwehr schrieb er, teilweise unter Decknamen, in den Jahren 1924 bis 1936 an den bayerischen Kronprinzen Rupprecht von Bayern und entwickelte fantastisch anmutende Pläne einer Vereinigung Bayerns und Österreichs unter dem Wittelsbacher Monarchen. Seit 1932 war er für die NSDAP nachrichtendienstlich tätig, trat der Partei dann illegal im Februar 1937 bei. Er beantragte am 3. Juni 1938 die reguläre Aufnahme und wurde rückwirkend zum 1. Mai desselben Jahres aufgenommen (Mitgliedsnummer 6.334.834), 1944 erfolgte der Austritt.
Nach 1950 war er Vorsitzender des Komitees für nationale Einigung im Dunstkreis der von der Sowjetbesatzung geförderten Nationalen Liga des ehemaligen SS-Obersturmführers und Ost-Spions Adolf Slavik. Angeblich wollte Pflügl durch seine Mitwirkung die Freilassung seines Sohnes aus sowjetischer Kriegsgefangenschaft erwirken.
Er wurde am Grinzinger Friedhof bestattet.

## Schriften
- (Unter dem Pseudonym Montanus) Die nationale Entwicklung Tirols in den letzten Jahrzehnten. Deutschtum im Kampf gegen italienisches Ausbreitungsbestreben. Tyrolia, Wien/Innsbruck/München 1918.